# استان بیرنی-انکنی
استان بیرنی-انکنی (به لاتین: Birni-N'Konni Department) یک منطقهٔ مسکونی در نیجر است که در ناحیه تاهوآ واقع شده‌است. استان بیرنی-انکنی ۵٬۳۱۷ کیلومتر مربع مساحت و ۵۰۴٬۷۸۳ نفر جمعیت دارد.